# Południowo-wschodnia obwodnica Zambrowa
Południowo-wschodnia obwodnica Zambrowa – projektowany odcinek drogi krajowej nr 63 i drogi krajowej nr 66, który ma służyć jako obwodnica miasta Zambrów. Część tej trasy, na odcinku Poryte-Jabłoń – Zambrów ul. Ostrowska, powstała w 2012 roku wraz z obwodnicą Zambrowa. Dalszy etap inwestycji planowany jest jako część Programu Budowy 100 Obwodnic na lata 2020–2030.

## Nazwa obwodnicy
Nazwa tej obwodnicy, która została nadana przez projektanta sugeruje jej błędny przebieg. Z tej nazwy wynika, że trasa ominie miasto od wschodu i południa, co by oznaczało, że trasa zahaczy z drogą ekspresową S8 w okolicach wsi Wiśniewo oraz pobiegnie m.in. koło wsi Wola Zambrzycka. Twórca tej nazwy miał jednak na uwadze to, że obwodnica będzie omijać miasto od południa, a biec w kierunku wschodnim. Projektowana trasa w rzeczywistości będzie omijać miasto od zachodu i południa, tak więc powinna mieć nazwę „Południowo-zachodnia obwodnica Zambrowa”.

## Przebieg obwodnicy
Trasa zaczyna się w okolicy wsi Poryte-Jabłoń (przed Zambrowem jadąc od Łomży) i odbija na zachód. W okolicy młyna oraz wsi Sędziwuje powstał węzeł drogowy typu koniczynka noszący nazwę Zambrów Zachód, na którym DK63 krzyżuje się z drogą ekspresową S8. Następnie droga dociera do ul. Ostrowskiej (dawna droga krajowa nr 8), gdzie powstało rondo.
Pierwotnie dalszy przebieg był planowany wg przebiegu opisanego w tabeli po prawej stronie artykułu, tzn. przecinając obecną drogę krajową nr 63 w Zambrowie, Wolę Zambrowską i kończąc się rondem z drogą krajową nr 66 między Wolą Zambrowską, a Starym Laskowcem, co wywoływało protesty mieszkańców Woli Zambrowskiej. Ostatecznie dalszy przebieg obwodnicy zostanie określony na etapie prac przygotowawczych – 16 grudnia 2020 r. ogłoszono przetarg na przygotowanie studium korytarzowego. W jego ramach mają powstać pomysły na dodatkowe warianty przebiegu tej trasy. Rozważane będą połączenia zbliżone do dotychczas planowanego szlaku oraz dodatkowe 2 opcje zakładające zakończenie południowo-wschodniej obwodnicy Zambrowa na drodze krajowej nr 63 i zbudowanie wschodniej obwodnicy miasta, mającej doprowadzić ruch z drogi krajowej nr 66 do węzła „Zambrów-Wschód” na drodze ekspresowej S8, między Zambrowem, a Wiśniewem.

## Budowa
Dnia 9 listopada 2009 r. firma Bilfinger Berger podpisała z podlaskim oddziałem GDDKiA w Urzędzie Miasta Zambrów umowę na budowę głównej obwodnicy Zambrowa i wsi Wiśniewo. Prace nad budową tej obwodnicy trwały do lipca 2012 roku. Zrealizowano wówczas odcinek południowo-wschodniej obwodnicy od Porytej-Jabłoni do ronda z ul. Ostrowską.
Budowa pozostałej części trasy ujęta jest w Programie Budowy 100 Obwodnic na lata 2020–2030. Według wstępnych prognoz realizacja południowej obwodnicy Zambrowa nastąpi w latach 2026–2028.

## Protesty
Plany realizacji obwodnicy wywołały protesty w Zambrowie i Woli Zambrowskiej, Mieszkańcy m.in. zbierali podpisy pod petycję z prośbą do Urzędu Miasta w Zambrowie o znalezienie innego wariantu trasy, który nie będzie przecinać wsi. Wojewoda podlaski przesłał protest mieszkańców do Ministra Środowiska i Państwowego Wojewódzkiego Inspektora Sanitarnego w Białymstoku.